# The Burglar's Dilemma
The Burglar's Dilemma è un cortometraggio muto del 1912 diretto da David W. Griffith. Fu sceneggiato e interpretato da Lionel Barrymore.

## Produzione
Il film fu prodotto dalla Biograph Company e venne girato a New York.

## Distribuzione
Distribuito dalla General Film Company, il film uscì nelle sale statunitensi il 16 dicembre 1912. La pellicola esiste in un positivo 8 mm.: il cortometraggio è stato digitalizzato e inserito in un'antologia della Kino International dedicata a Griffith, un DVD dal titolo Griffith Masterworks - Biograph Shorts (1908-1914) distribuito il 10 dicembre 2002.

### Data di uscita
IMDb
- USA 16 dicembre 1912
- USA 28 febbraio 1916 (riedizione)
- USA 10 dicembre 2002 DVD